# John Morrison en The Miz
John Morrison en The Miz was een professioneel worstelteam dat actief was in het WWE. Na de WWE Draft 2009 werd The Miz naar WWE Raw gestuurd en John Morrison naar WWE SmackDown. Samen wonnen ze de WWE World Tag Team Championship, WWE Tag Team Championship en twee Slammy Awards.

## In worstelen
- Aanval en kenmerkende tag team bewegingen
  - Dubbele belly to back wheelbarrow facebuster
  - Dubbele gutbuster
  - Dubbele spinebuster
  - "Simultaneous powerbomb" (Morrison) / "Reality Check" (The Miz) combinatie

- Managers
  - The Bella Twins
  - Nikki Bella

- Bijnamen
  - "The Greatest Tag Team of the 21st Century"
  - "The Dirt Sheet Duo"
  - "The In Crowd"

## Kampioenschappen en prestaties
- World Wrestling Entertainment

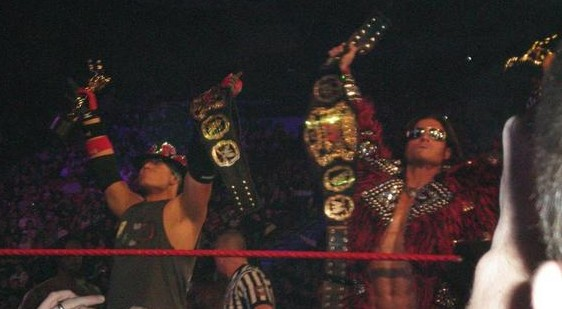
John Morrison (rechts) en The Miz met de World Tag Team Titels en de Slammy Awards

  - WWE World Tag Team Championship (1 keer)
  - WWE Tag Team Championship (1 keer)
  - Slammy Award
    - Best WWE.com Exclusive (2008)
    - Tag Team of the Year (2008)

- Wrestling Observer Newsletter Awards
  - Most Improved (2008) - The Miz
  - Tag Team of the Year (2008)